# Desmia clarkei
Desmia clarkei là một loài bướm đêm trong họ Crambidae.